# Las rinde el sueño
El aguafuerte Las rinde el sueño es un grabado de la serie Los caprichos, del pintor español Francisco de Goya. Está numerado con el número 34
```
en la serie de 80 estampas. Se publicó en 1799.
```

## Interpretaciones de la estampa

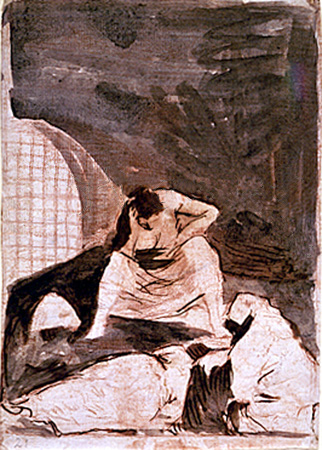
Dibujo preparatorio del aguafuerte n.º 34, de Francisco de Goya

Existen varios manuscritos contemporáneos que explican las láminas de Los caprichos. El que se encuentra en el Museo del Prado se tiene como autógrafo de Goya, pero parece más bien despistar y buscar un significado moralizante que encubra significados más arriesgados para el autor. Otros dos, el que perteneció a Ayala y el que se encuentra en la Biblioteca Nacional, realzan la parte más escabrosa de las láminas.
- Explicación de esta estampa del manuscrito del Museo del Prado: ¿Que han de hacer sino dormir los frailes y monjas, después de borrachos y estragados allá en sus conventos?.[2]

- Manuscrito de Ayala: No hay que despertarlas, tal vez el sueño es la única felicidad de los desdichados.

- Manuscrito de la Biblioteca Nacional: Los frailes suelen entrar de noche en los conventos de monjas y se entregan a toda relajación con ellas, hasta que las rinden y las coge el sueño.